# 黔夫
黔夫（?—?），《说苑》作黔涿子，战国时期田齐人物，在齐威王属下担任大臣。
黔夫由邹忌推荐给齐威王，让他守卫冥州，《史记》说是守卫徐州，使得燕国人给牲，祭北门，赵国人给盛，祭西门，迁徙跟从之人七千馀家。后来齐威王二年（前355年，《史记》作二十四年），齐威王和魏惠王会猎。齐威王说自己国家的国宝是檀子、朌子、黔夫、種首四人。